# 걷기

단순한 걸음 애니메이션

걷기 또는 보행(步行)은 달리기보다는 느린 걸음걸이이다. 걸음걸이는 몸무게나, 키, 나이, 지형, 짐, 문화, 힘, 신체에 따라 다양하며 사람의 평균 속도는 한 시간에 5킬로미터이다. 사람 기준으로 독립적으로 온전히 걸어다닐 수 있는 평균 나이대는 11개월이다.
보행자는 도로, 길 따위를 걷는 사람을 가리킨다.

## 연령에 따른 보행속도 및 보폭에 대한 고찰
보행은 인간이 활동하는데 있어 가장 기본적인 행위중의 하나로 유각기를 교대로 하는 양측하지의 율동적인 운동으로, 신체를 한 지점에서 다른 지점으로 옮겨가는 행위로써, 균형 중심점의 계속적인 이동이 이루어진다. 인간의 기본적인 활동인 보행과 관련하여 많은 제품이 개발되고 사용되고 있다. 이러한 보행 관련 제품 설계시 기본적인 요소인 보행속도와 보폭에 관하여 연령에 따른 차이를 비교하고자 한다.

## 같이 보기
- 마구 걷기
- 걸음걸이
- 달리기